# Lopigna
Lopigna ist eine französische Gemeinde im Département Corse-du-Sud. Sie gehört zum Arrondissement Ajaccio und zum Gemeindeverband Spelunca-Liamone. Die Bewohner nennen sich Lopignais.

## Geografie
Lopigna liegt auf der Mittelmeerinsel Korsika, etwa 33 Kilometer nordnordöstlich von Ajaccio, durchschnittlich auf 300 bis 400 Metern über dem Meeresspiegel. Die Ortschaft wird vom Fluss Cruzini tangiert und grenzt im Norden an Rosazia, im Nordosten an Salice, im Südosten an Vero, im Süden an Sari-d’Orcino, im Südwesten an Arro und im Nordwesten an Arbori. Der höchstgelegene Ortsteil heißt Bigliani.

## Bevölkerungsentwicklung
| Jahr      | 1962 | 1968 | 1975 | 1982 | 1990 | 1999 | 2008 | 2019 |
| --------- | ---- | ---- | ---- | ---- | ---- | ---- | ---- | ---- |
| Einwohner | 254  | 213  | 149  | 101  | 109  | 112  | 108  | 103  |

## Sehenswürdigkeiten
- Kirche Saint-Thomas